# Dybdepløjning
Dybdepløjning eller reolpløjning når dybt ned i jordlaget med et klo-lignende plovskær. Det anvendes i jorder med et kraftigt allag eller jorder, der lider af traktose.
I 1900-tallet dybdepløjede man store hede-områder i Danmark, da det var nødvendigt at gennembryde det hårde og vandtætte al-lag for at dyrkede jordene. Et eksempel er bl.a. jordene nord for Ølgod, hvor man i 1950erne benyttede 2 stk. bæltedrevne traktorer til at trække plovene, der gik omkring 1 meter ned. På den måde brød man igennem Al laget. Senere plantede man læhegn og i dag er der fin agerjord.
Dybdepløjninger anvendes også i visse tilfælde ved skovrejsninger.

## Negative påvirkninger
Dybdepløjninger er ofte et stort problem for især arkæologien, idet vigtige arkæologiske lag i store områder herved ødelægges eller helt fjernes for altid.